# 聂家河镇
聂家河镇，是中华人民共和国湖北省宜昌市宜都市下辖的一个乡镇级行政单位。

## 行政区划
聂家河镇下辖以下地区：
聂家河社区、柑子园村、肖家岗村、肖家隘村、丁家坪村、邓家桥村、白家埫村、凤凰池村、王家坪村和聂家河村。